# Больше-Менгерская волость
Больше-Менгерская волость (тат. ئۈلىٰ مەڭگەر ۋولىٰسىٰ, Олы Мәңгәр вулысы) — административно-территориальная единица в составе Казанского уезда Казанской губернии и Арского кантона Татарской АССР.
В деревне Мендюш располагалось волостное правление, в деревне Большие Менгеры — квартира полицейского урядника.
Территория бывшей волости является частью земель Атнинского и Арского районов РТ.

## География
Волость находилась на западе уезда, граничила на севере с Мамсинской волостью, на востоке — с Ново-Кишитской волостью, на юге — с Мульминской волостью и на западе — с Больше-Атнинской волостью Казанского уезда и с Кшкловской волостью Царевококшайского уезда.

## История
Волость была образована не позднее 1870 года.
Упразднена в мае 1924 года в связи с укрупнением волостей в ТАССР; бо́льшая часть территории волости вошла в Ново-Кишитскую волость, за исключением селений Новый Куюк и Кошары, вошедших в Атнинскую волость, и селения Кошлоуши, вошедшего в Тукаевскую волость.

## Население
| 1883   | 1885    | 1890    | 1897    | 1914    |
| ------ | ------- | ------- | ------- | ------- |
| 10 654 | ↗11 475 | ↗11 932 | ↘11 526 | ↗13 551 |

Национальный состав (1885): татары — 11 475 чел. (100,00%).

### Населённые пункты
| №  | Населённые пункты       | Население (1897 год) | Население (1907 год) | Преобладающая национальность | Современный статус       |
| -- | ----------------------- | -------------------- | -------------------- | ---------------------------- | ------------------------ |
| 1  | деревня Большие Менгеры | 1775                 | 1880                 | татары                       | село, Атнинский район    |
| 2  | деревня Тарлау          | 115                  | ?                    | татары                       | не существует            |
| 3  | деревня Старый Кишит    | 1203                 | 1379                 | татары                       | село, Арский район       |
| 4  | деревня Бахтияр         | 554                  | 608                  | татары                       | деревня, Атнинский район |
| 5  | деревня Кошлоуш         | 798                  | 816                  | татары                       | деревня, Арский район    |
| 6  | деревня Куюк            | 819                  | 859                  | татары                       | деревня, Атнинский район |
| 7  | деревня Урнашбаш        | 681                  | 674                  | татары                       | село, Арский район       |
| 8  | деревня Отар-Аты        | 1103                 | 1169                 | татары                       | село, Арский район       |
| 9  | деревня Старый Ашит     | 1138                 | 1438                 | татары                       | село, Арский район       |
| 10 | деревня Старый Тазлар   | 1298                 | 1226                 | татары                       | село, Атнинский район    |
| 11 | деревня Новые Менгеры   | 676                  | 746                  | татары                       | деревня, Арский район    |
| 12 | деревня Мендюш          | 409                  | 441                  | татары                       | деревня, Атнинский район |
| 13 | деревня Кошары          | 957                  | 1061                 | татары                       | село, Атнинский район    |

## Религия, образование и экономика
На 1914 г. на территории волости находилось 17 мечетей, 15 мектебов и 1 медресе; в д. Старый Ашит имелся фельдшерский пункт.
В 1914 г. в 2205 дворах насчитывалось 1095 лошадей, 4320 овец, 218 коз и 2128 голов рогатого скота; за крестьянами числилось 19 162 десятины удобной земли.
В 1912 г. было открыто Старо-Ашитское кредитное товарищество; на 1913 год в нём состояло 135 членов.

## Люди, связанные с волостью
- Бикчентаев, Ахмед Гадиевич (1911—1985) — архитектор, заслуженный деятель искусств ТАССР (1969), заслуженный архитектор РСФСР (1970).
- Богданова, Зулейха Гиззатулловна (1886—1950) — актриса, Герой Труда (1926).
- Габдулла Тукай (1886—1913) — татарский народный поэт, литературный критик, публицист, общественный деятель и переводчик.
- Гайнутдинов, Исмагил Галеевич (1908—1977) — советский архитектор.
- Галиев, Анас Касимович (1920—1996) — писатель.
- Загирова, Сания Сабировна (1918—2018) — Герой Социалистического Труда (1966).
- Нагима Ахмадулловна Таждарова (1888—1947) — актриса, народная артистка ТАССР (1939), заслуженная артистка РСФСР (1940).